# Senteni Masango
Senteni Masango, anche nota come Inkhosikati LaMasango (12 luglio 1981 – 6 aprile 2018), è stata l'ottava Inkhosikati (regina consorte) dello Swaziland dal 2000 al 2018, come moglie di re Mswati III.

## Biografia
Senteni Masango nacque nel 1981 e aveva una sorella, Nombuso. Venne scelta dal re Mswati III come sua settima moglie nel settembre del 1999, dopo la tradizionale cerimonia dell'Umhlanga. Si sposarono nell'agosto del 2000.
In precedenza Bheki Makhubu, editore del Times of Swaziland, pubblicò un articolo in cui scrisse di come Senteni avesse abbandonato gli studi dopo essere stata espulsa da due scuole differenti, per scarso rendimento, indisciplina e assenteismo. Dopo due settimane lo stesso editore, di 29 anni, venne incarcerato, accusato di diffamazione e costretto a dimettersi in quanto rifiutò di scusarsi per la pubblicazione dell'articolo.
Come consorte reale accompagnò il marito nelle visite di Stato in Zimbabwe e, nel 2007, in Francia. Interessata alla pittura, fu attiva come artista.Era solita vendere le sue opere all'asta per raccogliere fondi a favore delle organizzazioni locali di cui era patrona. Alcuni dipinti li donava ai propri mecenati. A causa della trascuratezza e degli abusi subiti dalla famiglia reale, nel 2015 si spostò in una villa abbandonando la residenza reale. È stata vista in pubblico per l'ultima volta al Marula Festival nel 2018.
Affetta dal disturbo depressivo, si suicidò all'età di 36 anni il 6 aprile 2018 assumendo una quarantina di capsule di amitriptilina, farmaco che utilizzava contro la depressione e il dolore cronico causato da alcune condizioni reumatiche. La sua morte venne confermata da Lusendvo Fakudze, governatore ad interim di Ludzidzini, in un'intervista al Times of Swaziland e in un annuncio della Broadcasting and Information Services.
Il suo corpo fu trovato senza vita nella sua villa la mattina stessa della morte e in precedenza, il 1⁰ aprile, presenziò al funerale della sorella nella casa paterna, al quale il re le proibì di partecipare. Una veglia notturna in sua memoria si tenne il 7 aprile presso il Ludzidzini Royal Kraal a Lobamba. Fu tumulata la mattina dell'8 aprile al cimitero reale di Nhlangano, dopo lo svolgimento di un funerale tradizionale.

## Discendenza
Senteni Masango e Mswati III di eSwatini ebbero due figlie:
- Principessa Sentelweyinkhosi (29 novembre 2000);[15]
- Principessa Sibusezweni (2003).

## Titoli e trattamento
- agosto 2000 - 6 aprile 2018: Sua Altezza Reale, l'Inkhosikati LaMasango